# جاوید شریف
جاوید شریف (زاده شهر کابل)، خواننده، آهنگساز و ترانه‌سرا اهل افغانستان است.

## زندگی‌نامه
جاوید شریف زاده شهر کابل از خانواده ای پشتون است. او تحصیلات مکتب را در افغانستان به اتمام رسانده، و بعد به همراه خانواده اش به آلمان مهاجرت کرد. او در دو رشته انجنیری مخابرات و تدریس زبان روسی تحصیل کرده است. جاوید شریف متاهل است و در شهر بن آلمان زندگی می کند.

## فعالیت‌هنری
جاوید شریف در سن پنج سالگی به هنر موسیقی روی آورده است. او خواهر زاده هنرمند شناخته شده افغانستان حبیب شریف می باشد، به گفتهٔ جاوید شریف دایی‌ او حبیب شریف او را در راه هنر موسیقی تشویق کرده ‌است و نخستین گام موسیقی را همراه با دایی خود برداشته‌است. نخستین کنسرت رادیویی او در سن شش سالگی بوده‌است. او در جشنواره‌های مختلف شرکت کرده و جوایز مختلف هنری را نیز به دست آورده ‌است.
جاوید شریف تاکنون در چندین جشنواره شرکت کرده؛ از جمله در پنج جشنواره تلویزیونی تلویزیون آریانا و یکی هم جشنواره‌ای به نام (Big Apple Music) [موسیقی سیبِ بزرگ] که در شهر نیویورک ایالات متحده آمریکا برگزار می‌شود که به او در این جشنواره لقب بهترین ‌خواننده افغانستان داده شده‌است. در پنج جشنواره تلویزیون آریانا نیز او برندهٔ پنج جایزه شده‌است، از آن جمله در سال ۲۰۰۸ و ۲۰۱۲ به عنوان بهترین آوازخوان سال شناخته شده‌است.